# فاطمه جمالی‌فر
فاطمه جمالی‌فر (زاده ۱۴ فروردین ۱۳۷۸ در کرج) بازیکن تنیس روی میز و ملی‌پوش اهل ایران است. وی فعالیت خود را در سال ۲۰۰۸ شروع کرده و موفقیت‌های زیادی داشته او در سال ۲۰۰۹ با ورود به تیم ملی نونهالان به عرصه ملی راه پیدا کرد و در تمام رده‌های تیم ملی تنیس روی میز ایران حضور داشته‌است. جمالی‌فر در سال ۲۰۲۰ _ ۲۰۲۱ در تیم شهرداری شهر بابک کرمان در لیگ برتر بزرگسالان حضور داشته‌است.

## افتخارات
- در مسابقات دسته برتر بانوان (مهر ماه ۱۳۹۵) نفر اول ایران شناخته شد.[۴]
- مسابقات قهرمانی آسیا در چین توانست به جمع ۳۲ بازیکن برتر مسابقات بپیوندند ولی به قهرمان چین لیو شیون بازی را واگذار کرد.[۵]
- عضو تیم ملی بزرگسالان در مسابقات آسیایی ۲۰۱۶ تایلند[۶]
- عضو تیم ملی بزرگسالان در مسابقات آسیایی چین ۲۰۱۷[۷]
- عضو تیم ملی بزرگسالان در مسابقات آسیایی اندونزی ۲۰۱۹[۸][۹]